# Cima XII
Cima XII (scritta altrimenti Cima Dodici, nota anche come Ferozzo, in lingua cimbra Fiorotz) è una montagna delle Prealpi Vicentine alta 2336 m s.l.m., situata tra le province di Vicenza e Trento. È la vetta più elevata del gruppo, nonché dell'intera provincia di Vicenza.
Divide l'altopiano di Asiago dalla val di Sella, collaterale della Valsugana. Dal punto di vista amministrativo, il versante sudest è compreso nel censuario del comune di Asiago, ma è soggetto a uso civico dagli abitanti dell'ex comune di Lusiana che ne è proprietario (oggi con il comune di Lusiana Conco), mentre il versante a nordovest rientra nel comune di Borgo Valsugana.

## Accessi e descrizione
L'accesso più diretto alla cima è dalla valle di Galmarara, collaterale sinistra della val d'Assa. Dal crocevia di malga Galmarara (1614 m, raggiungibile in auto) si prosegue per due vecchie strade militari austriache, la Zoviellostraße (o, in alternativa, il sentiero 830) e la Kaiser Karl Straße. Poco oltre il Bivio Italia (1987 m) si imbocca il sentiero 835 che conduce alla vetta.
La salita dalla val di Sella è più difficoltosa a causa del marcato dislivello. Avviene attraverso il segnavia 211 che, iniziando dalla strada del Dosso, raggiunge direttamente la vetta attraverso il vallone delle Dodici e la valle delle Trappole; oppure, per il segnavia 231, che si stacca dal precedente per risalire la valle delle Dodici e ritornare sullo stesso nei pressi del bivacco Busa delle Dodese.
I sentieri 835 e 211 fanno parte dell'alta via n. 11 e proprio Cima XII ne rappresenta il punto di massima altitudine.
Dalla sommità della cima la vista spazia sulle Alpi Orientali, dalle Dolomiti di Brenta alle Pale di San Martino e tutta la catena del Lagorai:
(Mario Rigoni Stern, Stagioni)
Sulla cima vi sono due croci. La prima, in legno, è stata innalzata nel 1946 dal C.A.I. di Asiago, in sostituzione di una precedente, sempre lignea, posta nel 1900 da Giuseppe Dalmaso del Consorzio dei Sette Comuni; quest'ultima era dotata anche di un crocifisso in ghisa dal quale, una volta fuso, è stata ricavata la piccola croce istoriata inserita al centro dell'attuale. La seconda, costituita da tubi metallici, venne eretta dalla S.A.T. di Borgo Valsugana nel 1973.

## Etimologia e storia
Il toponimo Cima Dodici, che è oggi quello più diffuso su entrambi i versanti, le è stato attribuito dagli abitanti di Borgo Valsugana. Infatti, come le vicine Cima Dieci (o monte Castelnuovo, 2215 m) e Cima Undici (o cima delle Pozze, 2229 m), è parte di una "meridiana naturale" che, vista dalla Valsugana, può dare un'idea dell'orario in base alla posizione del sole sulle varie vette. 
Sull'altopiano di Asiago, più in passato che oggi, è nota come Ferozzo. Secondo alcuni, potrebbe essere un'italianizzazione del cimbro Freyjoch "montagna, giogo di Freya", per cui Cima Dodici sarebbe stata consacrata alla dea germanica dell'amore e della fertilità. Questa etimologia è sostenuta da quanti, come lo scrittore Mario Rigoni Stern, vedono negli attuali Cimbri i discendenti dell'omonima popolazione, ritenuta di origine scandinava. Lo storico Ottone Brentari individua invece i toponimi Fiorotz e Gallmarer, quest'ultimo italianizzato in seguito in Cima di Galmarara, ossia il nome della valle posta a sud della montagna.
Secondo Bernardino Frescura, l'etimologia del monte (da lui chiamato Fierozzo), sarebbe da attribuirsi all'abbondanza di flora, poiché "[...] plaga abbondante naturalmente di fiori", accostando l'etimo a quello del Comune omonimo di Fierozzo nell'alta Valle del Fersina.
Data la sua posizione di confine (prima tra la Serenissima e la contea del Tirolo, poi tra il Regno d'Italia e l'Impero Asburgico), fu al centro di dispute che si acuirono alla vigilia della prima guerra mondiale. Come tutto l'acrocoro altopianese, anche Cima XII è stata infatti interessata da importanti eventi bellici durante quel conflitto. In questa montagna, ad esempio, si ebbero combattimenti nel 1916 in occasione della grande offensiva austroungarica svoltasi quell'anno e, come ci ricorda Emilio Lussu nel suo Un anno sull'Altipiano:

Gli austriaci avevano sferrato la grande offensiva, fra il Pasubio e Val Lagarina. Sfondando il fronte a Cima XII, s’affacciavano sull’Altipiano di Asiago.

In località Covolin, ai piedi della montagna, si trovava uno dei vari cimiteri di guerra dell'Altopiano dei Sette Comuni, in cui erano sepolti novecento caduti austroungarici. Come altri, fu in seguito smantellato e i resti furono trasferiti nel sacrario militare di Asiago.
(Paolo Monelli, Le scarpe al sole)